# Heterochemmis mutatus
Heterochemmis mutatus är en spindelart som beskrevs av Willis J. Gertsch och Davis 1940. Heterochemmis mutatus ingår i släktet Heterochemmis och familjen månspindlar. Inga underarter finns listade i Catalogue of Life.